# Enrico Gasbarra
Enrico Gasbarra, né le 12 août 1962 à Rome, est un homme politique italien du Parti démocrate.

## Biographie
Il s'inscrit à la Démocratie italienne à l'âge de 16 ans. L'année suivante il est président régional du Latium du mouvement de jeunesse de la DC.
Le 25 mai 2014 il est élu député européen d'Italie de la 8e législature , et siège au sein de la Commission de l'environnement, de la santé publique et de la sécurité alimentaire.